# Dienstherr
Dienstherr ist in Deutschland die Bezeichnung für eine juristische Person des öffentlichen Rechts, die berechtigt ist, im eigenen Namen Beamte anzustellen und dadurch Beamtenverhältnisse zu begründen. Der Dienstherr hat das „Recht, Beamtinnen und Beamte zu haben“ (§ 2 Bundesbeamtengesetz, § 2 Beamtenstatusgesetz). Dieses Recht wird Dienstherrnfähigkeit genannt.
Der Begriff Dienstherr entspricht dem des Arbeitgebers in privatrechtlichen Beschäftigungsverhältnissen.

## Dienstherrnfähigkeit
Das Recht, Beamte zu haben, besitzen der Bund, Länder, Gemeinden und Gemeindeverbände, bundesunmittelbare oder sonstige Körperschaften, Anstalten und Stiftungen des öffentlichen Rechts, die dieses Recht zum Zeitpunkt des Inkrafttretens dieses Bundesbeamtengesetzes (12. Februar 2009 [Neufassung]) oder des Beamtenstatusgesetzes (1. April 2009) besaßen oder denen es danach durch Bundes- oder Landesgesetz oder aufgrund eines Gesetzes verliehen wurde (§ 2 Bundesbeamtengesetz; § 2 Beamtenstatusgesetz).
Dienstherr der unmittelbaren Bundesbeamten ist die Bundesrepublik Deutschland, Dienstherr der unmittelbaren Landesbeamten das jeweilige Land, nicht die jeweilige Beschäftigungsdienststelle. Bei mittelbaren Beamten ist es die jeweilige dienstherrnfähige juristische Person des öffentlichen Rechts, wie Gemeinden oder Gemeindeverbände. Auch die als öffentlich-rechtliche Körperschaften anerkannten Religionsgemeinschaften sind Dienstherrn für ihre Beamten, die in einem Kirchenbeamtenverhältnis stehen.
Juristische Personen des öffentlichen Rechts der mittelbaren Verwaltung mit Dienstherrnfähigkeit sind unter anderem:
- Deutsche Rentenversicherung Bund (§ 143 Abs. 1 SGB VI)
- Deutsche Rentenversicherung Knappschaft-Bahn-See (§ 143 Abs. 1 SGB VI)
- bundesunmittelbare Regionalträger der gesetzlichen Rentenversicherung (§ 143 Abs. 1 SGB VI)
- Unfallversicherung Bund und Bahn (§ 148 Abs. 1 SGB VII)
- Berufsgenossenschaft Verkehrswirtschaft Post-Logistik Telekommunikation (§ 4 Abs. 1 S. 1 BGVPLTErG)
- die neun gewerblichen Berufsgenossenschaften (§ 149 (neu) i. V. m. Anlage 1 SGB VII)

## Übertragung von Dienstherrnbefugnissen
Dienstherrnbefugnisse können im Rahmen von Privatisierungen auch an Privatunternehmen übertragen werden. Durch Art. 143b Abs. 3 S. 2 Grundgesetz wurde den Nachfolgeunternehmen der Deutschen Bundespost Dienstherrenbefugnisse verliehen. Die Beamte bei den Postnachfolgeunternehmen – Deutsche Telekom AG, Deutsche Post AG und Deutsche Bank AG – sind jedoch weiterhin Bundesbeamte. (§ 2 Absatz 3 Postpersonalrechtsgesetz)

## Handeln durch Organe
Da der Dienstherr per definitionem immer eine juristische Person ist, handelt er durch seine Organe. Für die Bundesbeamten sind dies:
1. Oberste Dienstbehörde, § 3 Abs. 1 BBG
2. Dienstvorgesetzter, § 3 Abs. 2 BBG
3. Vorgesetzter, § 3 Abs. 3 BBG